# チャレンジ歌バトル
『チャレンジ歌バトル』（チャレンジうたバトル）は、1995年4月1日から1997年3月29日までテレビ東京で放送されていた歌謡番組である。スポンサーは日本小型自動車振興会と小型自動車振興協会。途中でオートレース開催案内も放送されていた。放送時間は毎週土曜 8:30 - 9:00（日本標準時）。

## 概要
毎回一般からの参加者たちが出場していた視聴者参加型の歌謡番組。彼らが歌う曲はルーレットで決められていた。番組は、音楽CDの売り上げランキングを第5位から発表していくコーナーと3週勝ち抜いたらチャンピオンも設けていた。司会は平尾昌晃と岡本夏生が務めていた。
オープニングとエンディングでは、出演者全員で番組のテーマソングを歌っていた。番組は2年間続いていた。平尾昌晃は引き続き『遊びはDO!?』担当。新司会は清水アキラに。

## 放送局
テレビ東京系列、テレビ山口 (TYS) など

## 主な出身者
- 松原健之 - グランドチャンピオン[3]
- 稲森明美 - グランドチャンピオン
- 原沙織 - チャンピオン大会準優勝